# Franz Delitzsch

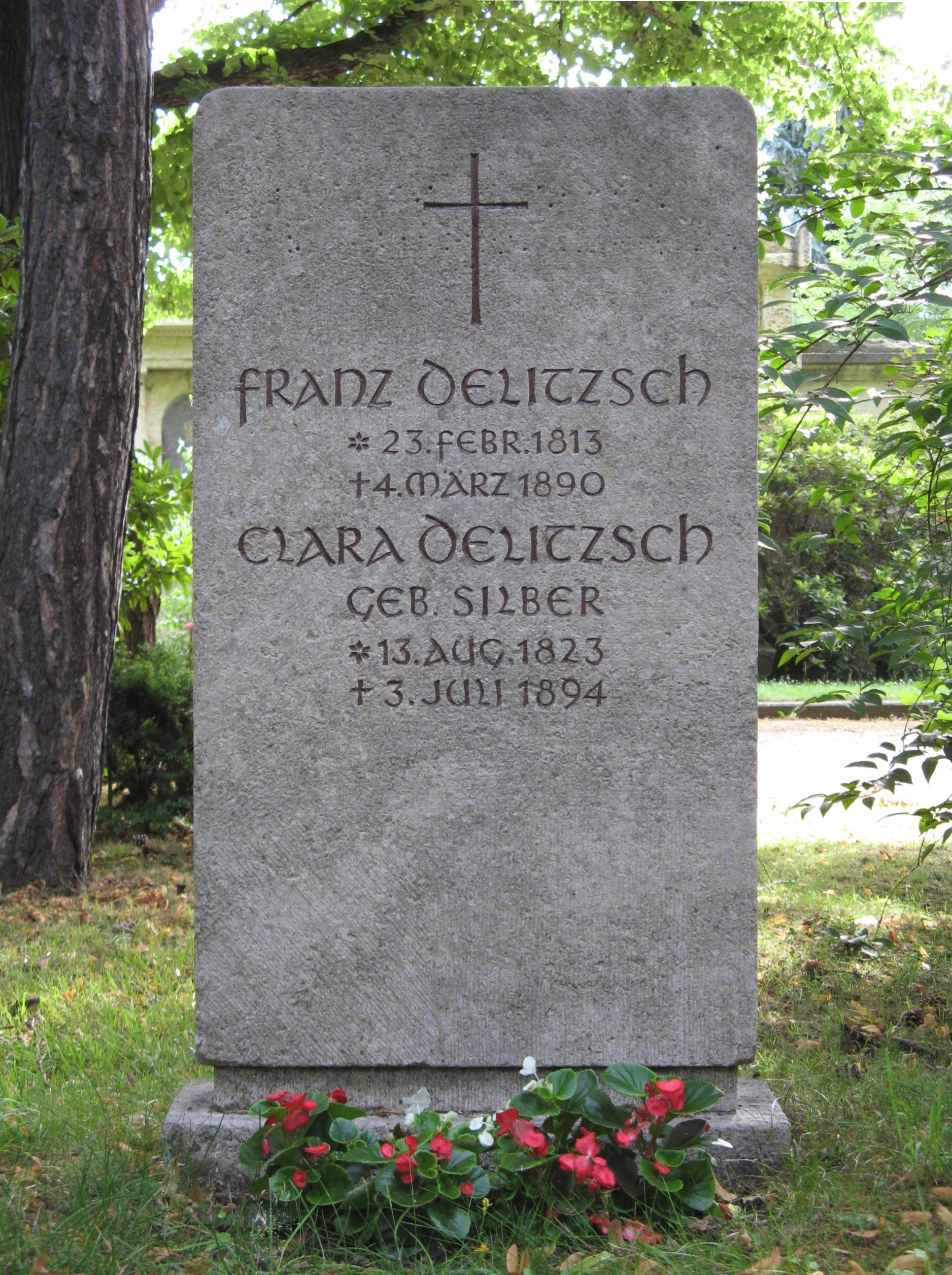
Franz Delitzch.

Franz Delitzsch (1813 - 4 de març de 1890) va ser un teòleg alemany i hebraista.

## Història
Va néixer a Leipzig, ocupant la càtedra de teologia a la Rostock entre 1846 i 1850, a l'Erlangen fins a l'any 1867, i després a Leipzig fins a la seva mort. Delitzsch va escriure molts comentaris sobre els llibres de la Bíblia, antiguitats jueves, la psicologia bíblica, una història de la poesia jueva, i l'apologètica cristiana.
Va defensar la comunitat jueva contra els atacs antisemites i va traduir el Nou Testament en hebreu. El 1880 va fundar el Institutum Judaicum a Leipzig per a la formació de futurs missioner.
Avui Delitzsch és conegut per la seva traducció del Nou Testament a l'hebreu. La traducció de Delitzsch segueix sent considerada d'edició estàndard del Nou Testament en hebreu i en la seva 10a edició fou revisada per Arnold Bogomul Ehrlich davant la insistència de Delitzsch. Aquesta edició havia de ser utilitzada per llur proselitisme entre els jueus.
Delitzsch també va col·laborar amb J. FK Keil en una sèrie de comentaris que cobreix la totalitat de l'Antic Testament, que va aparèixer per primera vegada el 1861. Delitzsch contribuir els comentaris sobre Job, Salms, Proverbis, Eclesiastès, Càntic dels Càntics, i Isaïes.
El seu fill, Friedrich Delitzsch (1850-1922), va ser un estudiós d'Assíria i autor d'obres sobre la llengua assíria, la seva literatura i història.